# Iglesia Metodista del Divino Salvador (Pachuca)
La Iglesia Metodista del Divino Salvador es una iglesia metodista, en el centro histórico de Pachuca de Soto, estado de Hidalgo en México.
El templo es dos pisos con fachadas al norte y oriente que es el lado la principal. La arquitectura es de estilo neorrománico, con dos plantas y con vitrales que corresponden a la iconografía de herencia anglicana en sus muros oriente y poniente. Los materiales que se usaron en la construcción del inmueble es ladrillo aparente, así como cantera blanca de Tezoantla, en el municipio de Mineral del Monte.

## Historia

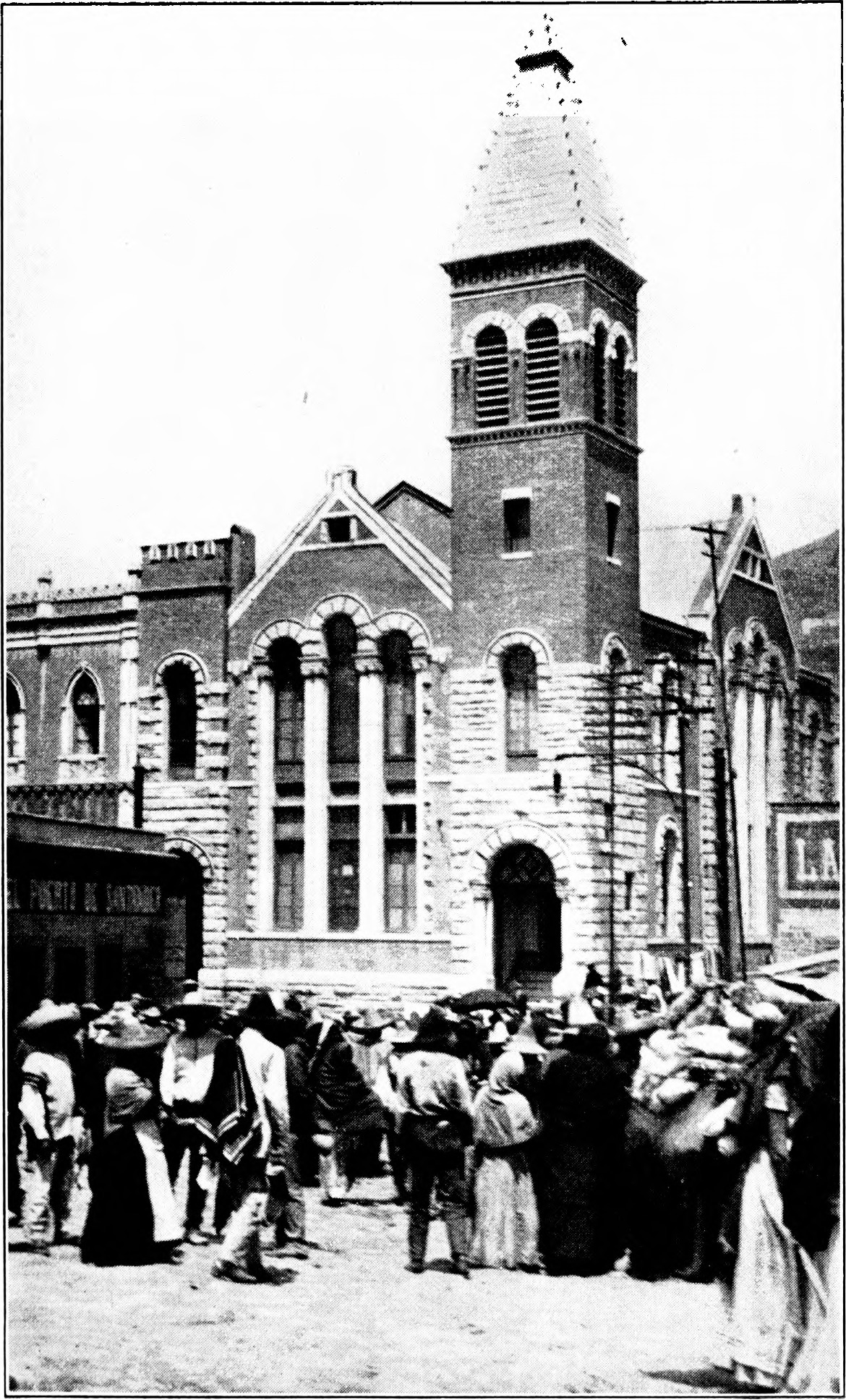
Iglesia Metodista del Divino Salvador en 1918.

De 1824 a 1906 Pachuca y Mineral del Monte tuvieron un periodo de asociación con Cornualles, Inglaterra, la comunidad córnica e inglesa se estableció a lo largo del siglo XIX, disminuyendo solamente durante la primera mitad del siglo XX; Esta presencia trajo diversas ramas religiosas protestantes, entre ellas el Luteranismo, el Calvinismo, el Anglicanismo y la Metodista.
Estos mineros establecieron en 1840 la primera congregación protestante de habla inglesa en la región, en 1870, no solo trabajadores y dirigentes de las compañías mineras se reunían para orar, sino ya también algunas personas locales. Ante el crecimiento de la congregación, se decidió comprar un terreno, que es donde se encuentra actualmente. Originalmente, constaba de una capilla de adobe, de una sola planta, y se inauguró en 1876.
El 18 de agosto de 1901, se inauguró el actual templo donde se encontraba el anterior. La inauguración se inició a las 10:30 de la mañana y contó con más de seiscientas personas. Las calles aledañas se vieron repletas de la gente, entre los invitados, estaban : Pedro L. Rodríguez, gobernador del estado; los diputados Jesús Gil, Lamberto Revilla e Ignacio Blancas.
Cuando se inauguró el templo, constaba de dos plantas; la alta, para la congregación de habla inglesa y la planta baja, para la de Pachuca. La parte superior, dedicada a la congregación inglesa, tenía su entrada independiente con un auditorio para unas 500 personas sentadas. Asimismo, contaba con una capilla para reuniones de la Liga Epworth, una biblioteca, un órgano y un piano para fiestas y reuniones especiales. La planta baja era para el uso de la congregación mexicana y tenía capacidad para 600 personas. El piso tenía cemento de Pórtland, con pasillos de mosaico gris. Las bancas de nogal fueron traídas expresamente de Estados Unidos y el alumbrado, lo mismo que el de la congregación inglesa, era de luz eléctrica incandescente. La planta mexicana estaba dividida en tres naves con dos hileras de columnas de fierro pintadas de blanco con capiteles dorados, y con su tribuna. Se dijo que todo el edificio, incluyendo el terreno, había tenido un costo de poco más de 40 mil pesos.
Como toda obra, estuvo debidamente vigilada, por eso, meses antes de su apertura, el gobierno del Estado solicitó, al inspector oficial de Obras Públicas, una revisión de la misma para cerciorarse de que guardara las condiciones de solidez necesaria. En el informe se dijo que, salvo algunos defectos de la construcción general, que no afectaban a la resistencia, los cimientos y los muros se encontraban en buenas condiciones.
Después del inicio de la Revolución Mexicana, la congregación córnica disminuyó en número, por lo tanto decidieron regalar el edificio y su salón de clases adyacente a los mexicanos con la condición de que dejaran la habitación del último piso para los ingleses que se quedaran. Finalmente, la capilla fue donada totalmente a la comunidad local.

## Arquitectura

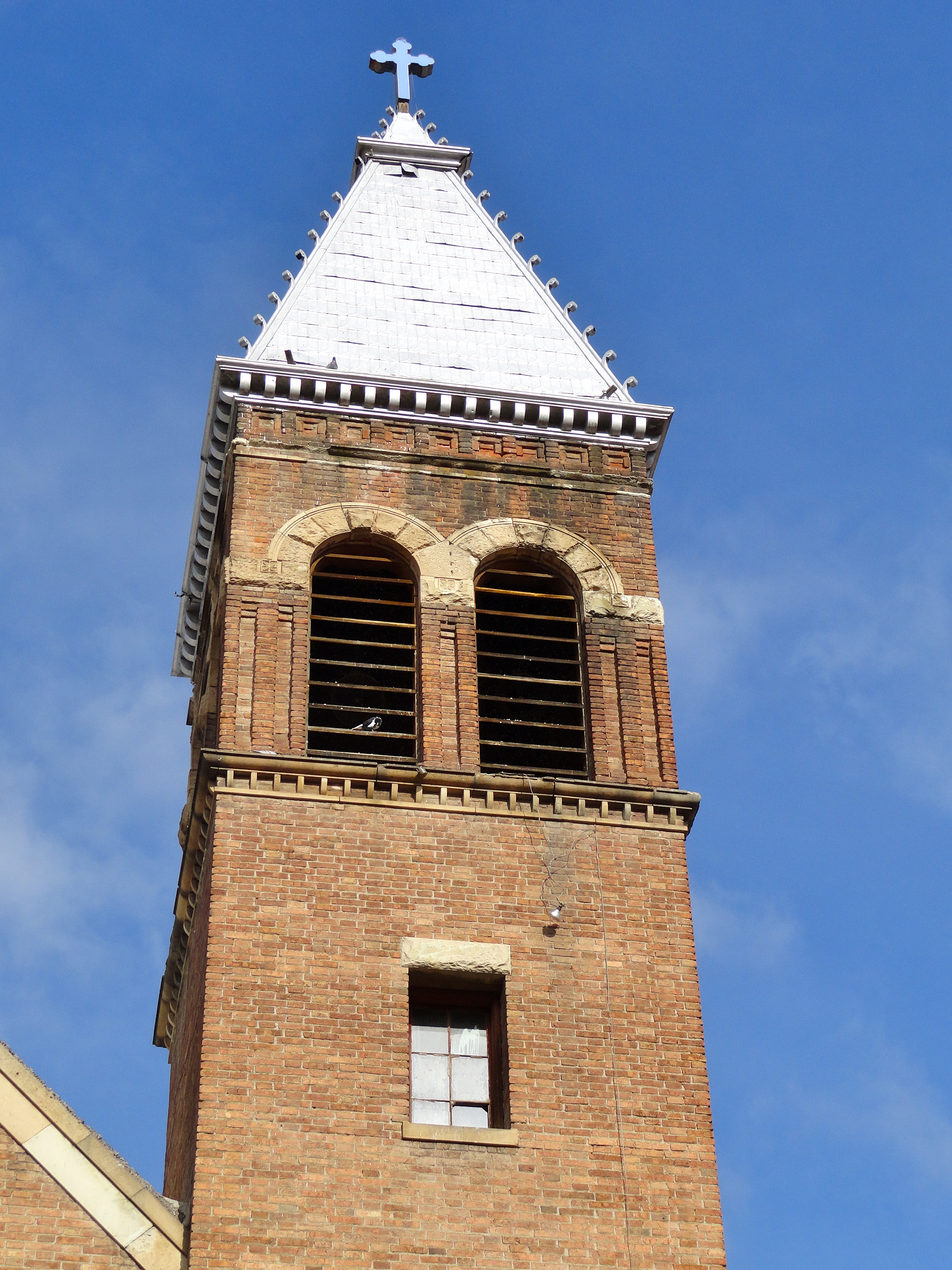
Detalle de la torre.

### Torre
Tiene una torre de planta cuadrangular con una puerta y una ventana al oriente y otra ventana al norte, practicadas en el revestimiento de almohadillado que se eleva hasta las impostas de las ventanas; sigue el cuerpo de la torre de mampostería y tabique con una ventanilla cuadrangular en los mismos costados, para continuar con dos ventanillas ajimezadas en cada uno de los cuatro lados, y remata el conjunto en forma de pirámide cuadrangular con sus parámetros de pizarra.

### Fachada

Fachada de la Iglesia.

A la izquierda de la torre se acusa en la fachada el ángulo de las vertientes de la cubierta a dos aguas, y en el paño que abarca se abre un gran ventanal de tres arcos de medio punto que asientan en largas columnas dobles en el centro y sencillas a los lados. Se continúa la fachada con una puerta y una ventana análogas a las de la torre entre idéntico almohadillado, para armonizar el conjunto, por el costado norte se repite el motivo, solo que el ventanal lo encuadran dos ventanas bajas y dos altas al eje de aquellas.
La puerta practicada en la base de la torre tiene cerramiento de medio punto con arquivolta de dovelaje de igual que el almohadillado, y asienta en jambas en forma de columnas. A la derecha de la puerta existe una piedra tallada y lisa en que se lee: “Templo Metodista Episcopal 1900”.

### Interior
La puerta de la torre, da acceso directo a pasillo con piso de losetas de cantera y cielo raso de lienzo; una escalinata de cuatro escalones de cantera conduce a un gran salón del primer piso, el cual se destina a juntas y reuniones sociales; tiene el piso de cemento y al fondo un local estrecho entre dos piezas; tiene una plataforma de madera de 84 centímetros de altura.
Este salón tiene acceso por la puerta que se halla a la izquierda del ventanal de la fachada, mediante un pasillo con una escalinata de ocho escalones. El templo está alumbrado por el ventanal de la fachada principal, por una ventana y el ventanal de la fachada norte, por tres ventanas al sur y por otras dos al poniente.